# 哈拉巴郭勒
哈拉巴郭勒（“勺子河”），位于中国内蒙古自治区中东部的一条内陆季节性河流，发源于锡林郭勒盟太仆寺旗东北骆驼山镇中河村火石梁东山顶，蜿蜒向北流，经黑山庙村、正蓝旗上都镇恩格尔宝拉格嘎查、阿日宝拉格嘎查、正镶白旗宝拉根陶海苏木陶海音呼都嘎嘎查、浩勒包嘎查及宝拉根陶海苏木政府驻地后注入宝沙岱诺尔。河长93.1千米，流域面积1971.23平方千米，河道平均比降为2.0‰。有间歇水，洪水时水流汇入宝沙岱诺尔。